# Louis Poisson
Pour les articles homonymes, voir Poisson.
Louis Poisson (né à Gisors, mort le 5 septembre 1613), est un peintre français.
Issu d'une famille de Gisors, il devient peintre du roi Henri IV, qui lui confie plusieurs travaux au château de Fontainebleau. Il réalise ainsi les décors de la galerie des Cerfs entre 1601 et 1608, et ceux de la galerie des Chevreuils (détruite), entre 1601 et 1609. Il séjourne encore à Gisors en 1604 (date du mariage de sa fille).
La galerie des Cerfs fut ornée de peintures à l'huile sur plâtre, mais fut fortement restaurée sous Napoléon III. Les décors représentent treize vues cavalières des domaines forestiers et des châteaux royaux : Saint-Germain-en-Laye, Chambord, Amboise, Villers-Coterêt. Un cartel au centre de chaque fresque indique la superficie de la forêt. Chaque fresque est entourée de cadres imitant le stuc.
La galerie des Chevreuils, détruite en 1833, est encore connue par des dessins de Charles Percier et des relevés d'Antoine-Laurent Castellan. Sept grandes scènes de chasses y étaient représentées : une chasse au loup, au sanglier, au cerf, au renard, et au faucon, se développant dans un décor d'architecture feinte de niches et de colonnes corinthiennes, ornés de vases et de lys au naturel, ainsi que de têts de chevreuils.
Louis Poisson fut également chargé en 1596 d'orner la galerie Neuve (ou galerie de la reine) de Saint-Germain-en-Laye, aujourd'hui détruite, de représentations de Fontainebleau et de vingt et une villes du monde, dont Venise, Prague, Ormuz, et Jérusalem.
À sa mort en 1613, ses décors sont terminés par son fils Pierre Poisson et son petit-fils Jean Poisson. Ils réalisent également les décors des cheminées de la Conciergerie du Château-Vieux de Saint-Germain-en-Laye. Les descendants de Louis Poisson continuent de prendre soin de ses décors jusqu'en 1707.